# Urban Tribu
 (juillet 2019).
Si vous disposez d'ouvrages ou d'articles de référence ou si vous connaissez des sites web de qualité traitant du thème abordé ici, merci de compléter l'article en donnant les références utiles à sa vérifiabilité et en les liant à la section « Notes et références ».
Albums de Yannick Noah
Black & What
(1991) Zam Zam
(1998)
Singles
1. Get on Back
Sortie : 7 février 1993
2. Woman of the sun
Sortie : 2 juin 1993

Urban Tribu est le deuxième album de Yannick Noah sorti en mars 1993.

## Liste des titres
| No  | Titre                       | Durée |
| --- | --------------------------- | ----- |
| 1.  | Be Gone                     |       |
| 2.  | Woman of the sun            |       |
| 3.  | Get on Back                 |       |
| 4.  | Peace & Love                |       |
| 5.  | Comme tous les deux         |       |
| 6.  | Let It Slide                |       |
| 7.  | Honey Warriors (Cuckoo Luv) |       |
| 8.  | Hot'n Spicy                 |       |
| 9.  | New Life                    |       |
| 10. | The Break                   |       |
| 11. | UFO                         |       |